# Eisenbahnviadukt Stuttgart-Münster

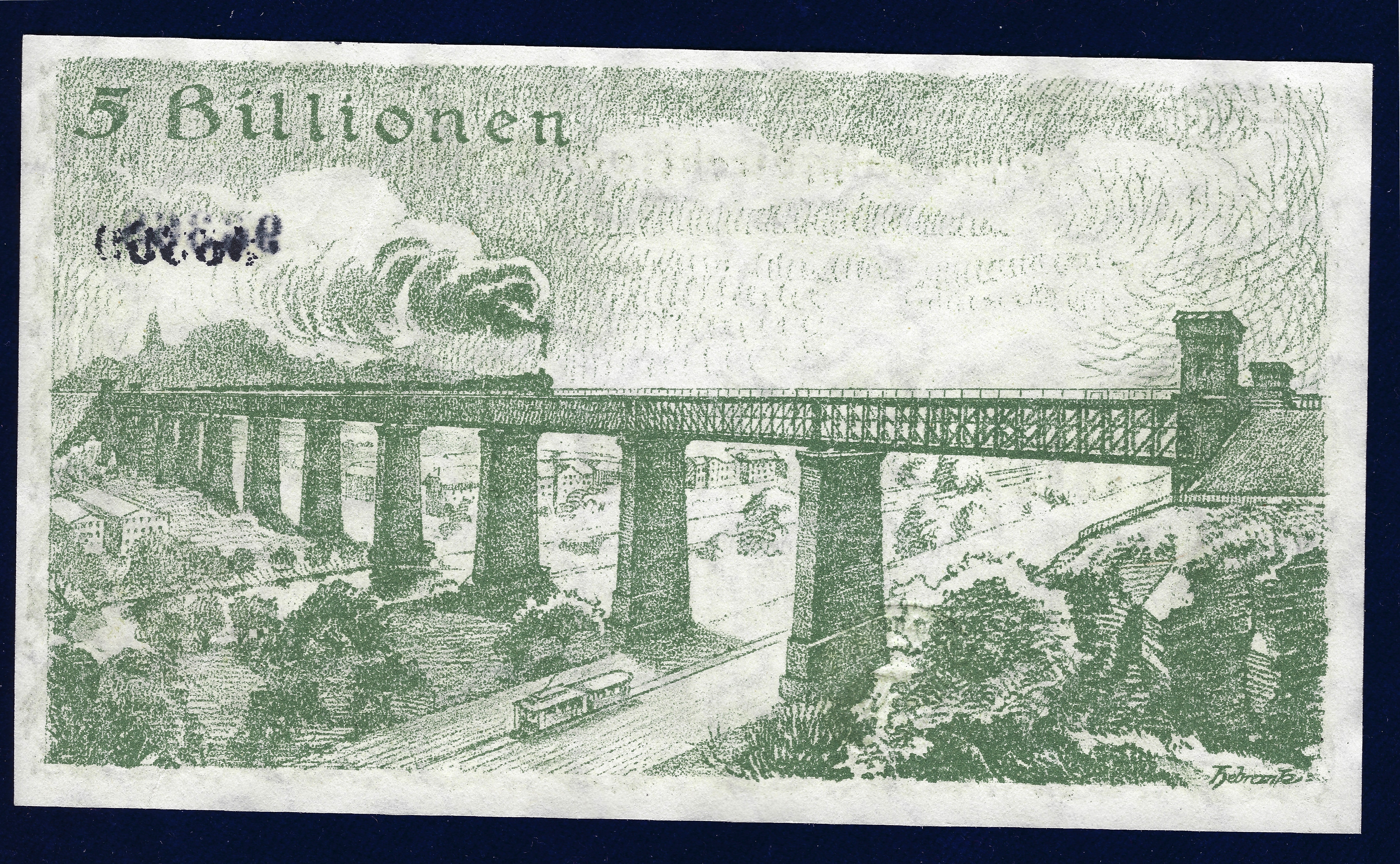
Das König-Wilhelms-Viadukt auf der Rückseite einer Notgeld-Banknote über 5 Billionen Mark 1923

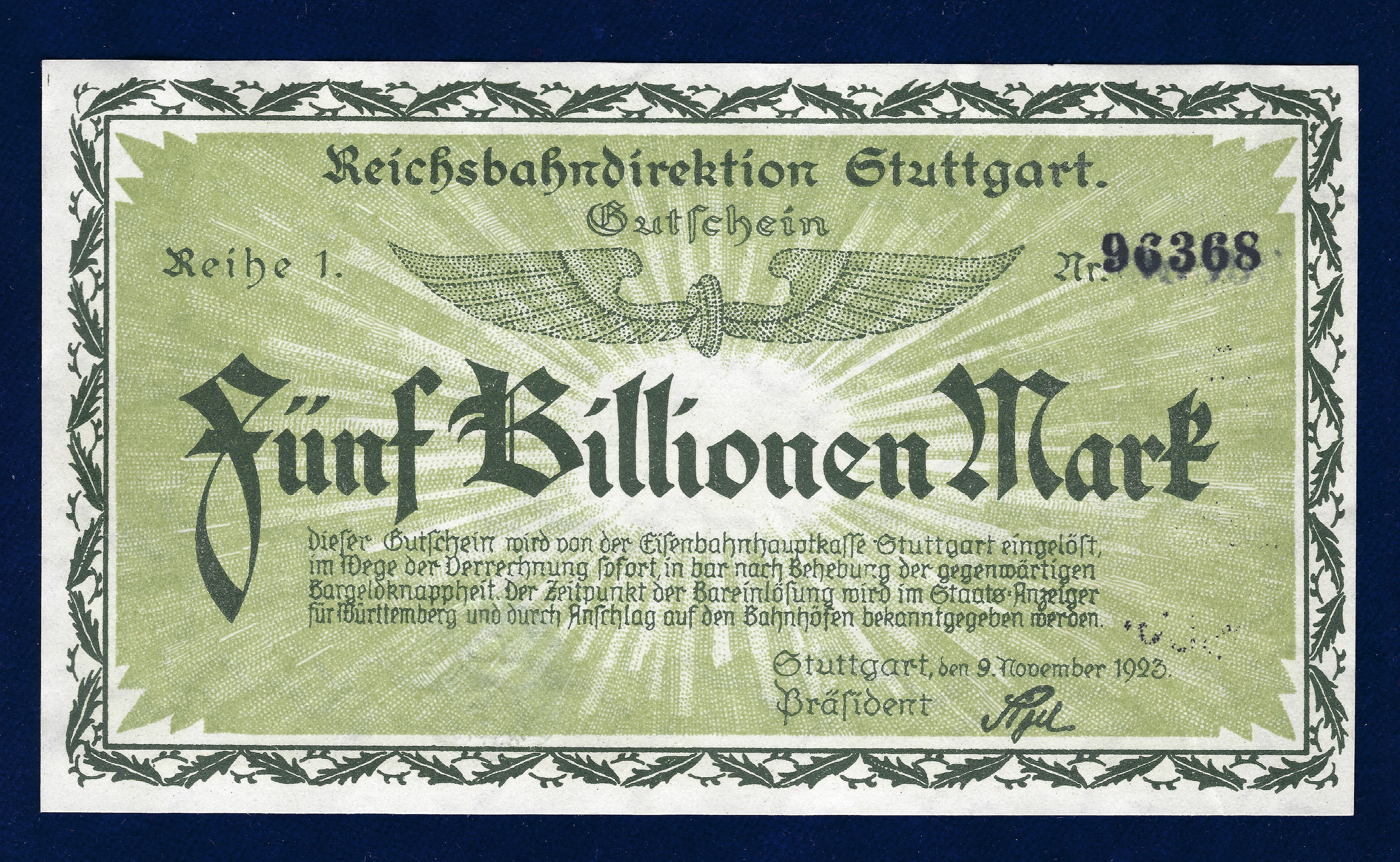
Die Vorderseite dieses Notgeldscheines, herausgegeben von der Reichsbahndirektion Stuttgart

Der Eisenbahnviadukt Stuttgart-Münster ist die Eisenbahnbrücke der Güterumgehungsbahn Stuttgart-Untertürkheim–Kornwestheim über das Neckartal zwischen Stuttgart-Bad Cannstatt und Stuttgart-Münster in unmittelbarer Nähe des Kraftwerks Stuttgart-Münster.
Die 855 Meter lange Brücke über den Neckar war bereits 1896 als König-Wilhelms-Viadukt als Eisenfachwerkkonstruktion auf gemauerten Pfeilern in Betrieb genommen worden. Benannt wurde sie nach Wilhelm II. und wurde von ihm selbst eingeweiht. Sie war die damals größte und mächtigste Stahlfachwerkbrücke im Königreich Württemberg. Kurz vor Ende des Zweiten Weltkrieges wurde sie gesprengt und 1954 wieder in Betrieb genommen.
Ab dem 12. Dezember 1984 wurde der bisherige Viadukt an benachbarter Stelle durch eine Stahlbeton-Konstruktion ersetzt. Die neue Brücke überquert in 30 Metern Höhe neben dem Neckar auch die Linie U14 der Stadtbahn Stuttgart sowie die stillgelegte Industriebahn Münster–Cannstatt. Der letzte Zug über den alten König-Wilhelms-Viadukt fuhr am 10. Februar 1990.
Auf der linken Neckarseite verläuft unter dem Viadukt die Neckartalstraße; hier sind die beiden Haltestellen „Kraftwerk Münster“ und „Münster Viadukt“ der U14. Auf der rechten Flussseite trennt der Viadukt ein Wohn- und ein Gewerbegebiet; schließlich überquert er circa 400 Metern vom Neckar entfernt noch die Stadtbahnstrecke der Linien U2 und U19 zwischen den Haltestellen „(Bad Cannstatt)-Kursaal“ und „Gnesener Straße“.
Ein Originalpfeiler des alten König-Wilhelms-Viaduktes ist erhalten geblieben und wurde als künstliche Kletteranlage freigegeben. Die fachliche Betreuung für das Sportklettern hat die Sektion Stuttgart des Deutschen Alpenvereins übernommen.

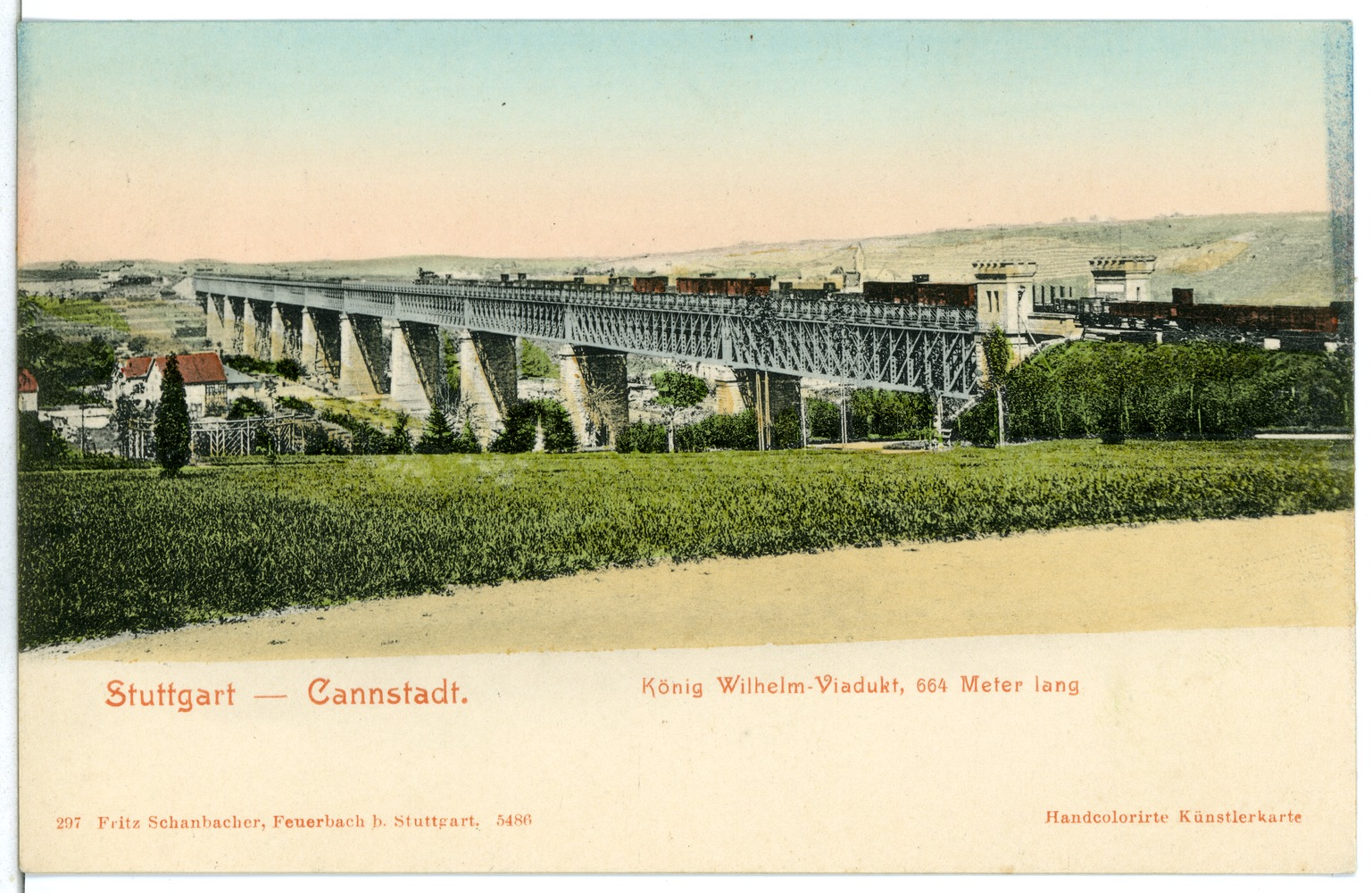
Ansichtskarte von 1904
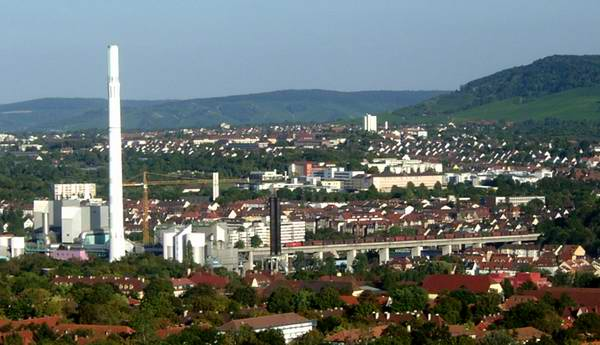
Kraftwerk mit Eisenbahnviadukt
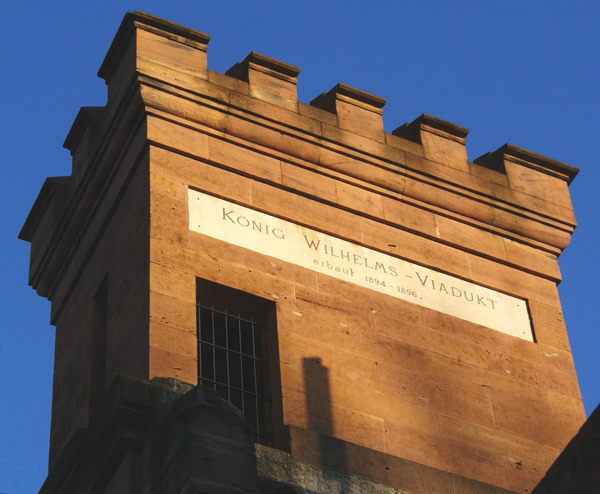
Brückenkopf von 1896
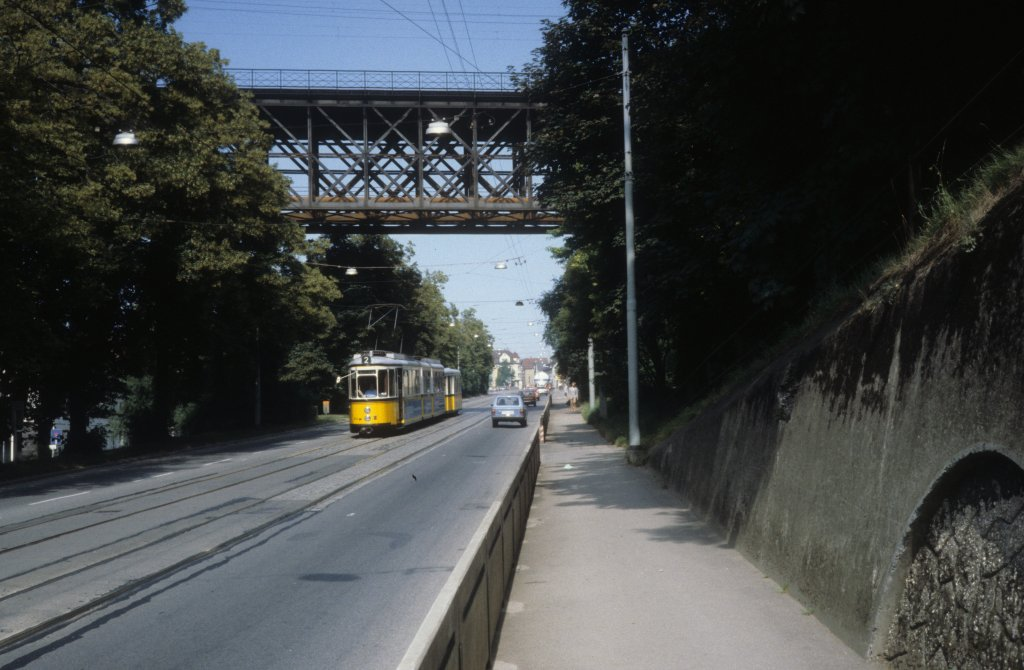
Südostende des Viaduktes von der Schmidener Straße, 1979
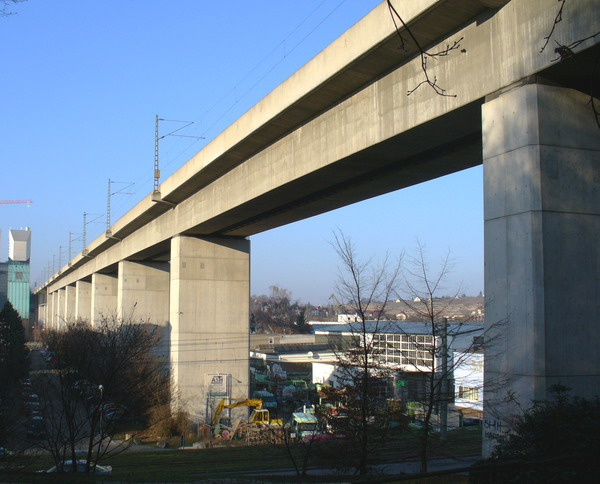
Sicht vom Fuß der neuen Brücke

## Dokumentation
Die Fernsehsendereihe Eisenbahn-Romantik beobachtete in der Langzeitdokumentation »Vom König-Wilhelm-Viadukt zur Bahnbrücke 1.1016.0« den kompletten Bauablauf der Neubaubrücke.